# 津久見市立久保泊小学校
津久見市立久保泊小学校（つくみしりつ くぼどまりしょうがっこう）は、かつて大分県津久見市にあった公立小学校である。津久見市立千怒小学校と併合され廃校となった。

## 歴史
- 2006年（平成18年）4月 - 休校。児童6名は千怒小学校へ[1]。
- 2009年（平成21年）6月29日 - 廃校[2]。

## 通学区域
- 通学区域 - 大字四浦のうち字刀自ケ浦、字久保泊、字深良津[3]

久保泊小学校区全域が津久見市立第一中学校の通学区域であった。